# آل احمد صالح (لودر)

تعديل مصدري - تعديل

آل احمد صالح هي إحدى قرى عزلة زارة بمديرية لودر التابعة لمحافظة أبين، بلغ تعداد سكانها 213 نسمة حسب تعداد اليمن لعام 2004.